# Wiesen (Suiza)
Wiesen (en romanche Tein) es una localidad suiza de la comuna de Davos en el cantón de los Grisones.
A partir del 1 de enero de 2009 la antigua comuna fue transformada en localidad de la ciudad de Davos.

## Geografía
La localidad se encuentra geográficamente en el valle del Albula. La localidad limita al norte con la comuna de Arosa, al este con Davos, al sur con Bergün/Bravuogn y Filisur, y al oeste con Schmitten.
Antes de la fusión la comuna pertenecía al distrito de Albula y formaba junto a las comunas de Filisur y Bergün/Bravuogn el círculo de Bergün. Tras la fusión con Davos, la localidad pasó al distrito de Prettigovia/Davos, círculo de Davos. 

## Historia
Alrededor del año 1300 se instalaron los Walser en este territorio hasta entonces isolado. Poco a poco se desarrolló el pueblo en forma de terraza. La localidad cuenta con varios puntos de interés como la estación de trenes del ferrocarril rético a 1200 metros de altura, la iglesia en estilo gótico-tardío con remarcables murales en la nave, así como el órgano rococó que data de 1774, además del Wiesner Alp (1945 m s. n. m.) con su panorama. El 11 de noviembre de 2007 un fuego quemó unas 14 cabañas, las causas son todavía desconocidas.
Los Walser adoptaron relativamente pronto la Reforma, razón por la cual hubo algunas tensiones con las comunas católicas vecinas como Schmitten y Alvaneu. En 1851 la entonces comuna entra al círculo de Bergün.
Ernst Ludwig Kirchner vivió algún tiempo en Davos y pintó algunos motivos en la localidad de Wiesen, entre otros su última gran obra: Brücke bei Wiesen, en el año 1926. 
En 2006 la comuna de Wiesen envió una carta a la comuna de Davos en la que proponía un acercamiento entre las dos comunas, con la posibilidad de una fusión. La razón principal era la precaria situación financiera de la comuna de Wiesen. En junio de 2007 el cuerpo electoral de la comuna de Wiesen aceptó la fusión por 95 contra 5 votos. En Davos la votación fue llevada a cabo el 25 de noviembre de 2007 y fue aceptada por 85% de votantes.

## Población
A pesar del entorno romanche en el que se encuentra la localidad de Wiesen, el alemán ha sido la lengua principal desde hace ya varios siglos. La situación lingüística de las últimas décadas es explicada en la siguiente tabla:
| Idiomas en Wiesen |            |            |            |            |            |            |
| Lenguas           | Censo 1980 | Censo 1980 | Censo 1990 | Censo 1990 | Censo 2000 | Censo 2000 |
| Lenguas           | N°         | %          | N°         | %          | N°         | %          |
| alemán            | 213        | 94,67 %    | 290        | 96,03 %    | 292        | 97,01 %    |
| romanche          | 7          | 3,11 %     | 5          | 1,66 %     | 5          | 1,66 %     |
| italiano          | 1          | 0,44 %     | 1          | 0,33 %     | 0          | 0,00 %     |
| Habitantes        | 225        | 100 %      | 302        | 100 %      | 301        | 100 %      |

A finales de 2005 de 347 habitantes 276 (= 79,54 %) eran suizos.